# Посольство Польши в Грузии

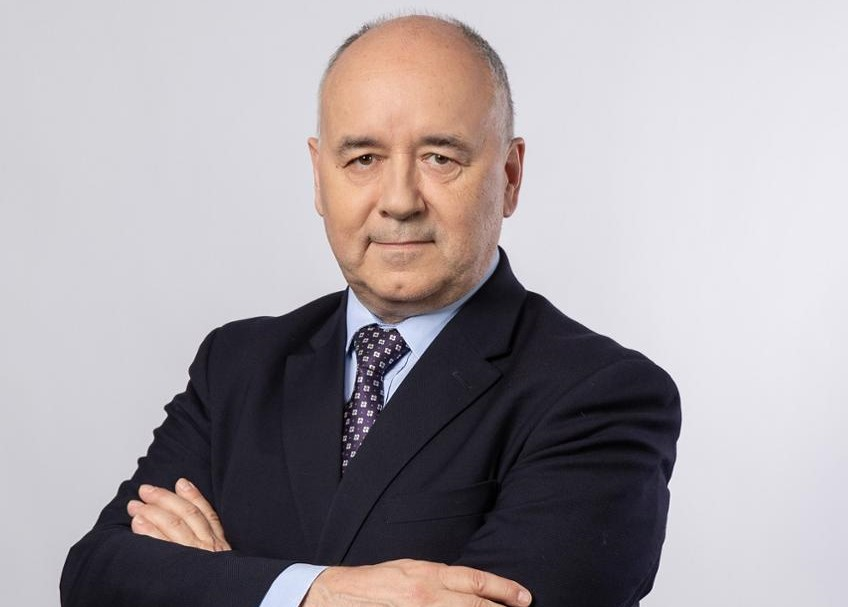
Мариуш Машкевич — посол Республики Польша в Грузии

Посольство Республики Польша в Грузии (пол. Ambasada Rzeczypospolitej Polskiej w Gruzji z siedzibą w Tbilisi; груз. პოლონეთის რესპუბლიკის საელჩო საქართველოში) — польское дипломатическое представительство, расположенное в Тбилиси, Грузия.
В консульский округ Посольства входит вся территория Грузии, за исключением Абхазии и Южной Осетии, так как осуществление консульских функций на указанных территориях признано МИД Польши невозможным.
Должность Чрезвычайного и Полномочного Посла с ноября 2016 года занимает Мариуш Машкевич — кадровый дипломат, выпускник философско-исторического факультета Ягеллонского университета, доктор гуманитарных наук, командор Ордена Возрождения Польши и рыцарь Ордена Великого князя Литовского Гядиминаса.

## История
Первое польское дипломатическое представительство в Грузии (пол. Przedstawicielstwo Państwa Polskiego na Kaukazie) было организовано в 1918 году в Тифлисе посланником Регентского совета Королевства Польского Вацлавом Островским (пол. Wacław Ostrowski), который проводил переговоры с министром-председателем Правительства Грузинской демократической республики Н. Жордания о военном союзе.
29 января 1919 года Польская Республика официально признала независимую Грузию. В марте 1920 года в Тифлис прибыла дипломатическая миссия во главе с Титусом Филиповичем, который 31 марта вручил верительные грамоты министру иностранных дел Грузии Евгению Гегечкори.
В начале 1921 года консульство было преобразовано в Генеральное консульство Республики Польша во главе с Виктором Бялобжеским (пол. Wiktor Białobrzeski). Планировалось также открыть в Тифлисе посольство Республики Польша. Но после того, как Грузия в 1922 году стала частью Закавказской Советской Федеративной Социалистической Республики, эти планы были отменены. В дальнейшем Польша поддерживала контакты с грузинским правительством в изгнании, которое обосновалось в Париже.
В 1926―1937 годах в Тифлисе (с 1936 года ― в Тбилиси) действовало польское генеральное консульство, которое подчинялось посольству Польши в Москве.
Дипломатические отношения между современными Польшей и Грузией были установлены 28 апреля 1992 года. Посольство Республики Польша в Грузии было открыто в 1997 году.
Чрезвычайными и Полномочными Послами Польши в Грузии в разные годы были:
- Яцек Мултановский[пол.] (пол. Jacek Multanowski) (2004—2008);
- Уршула Дорошевска[пол.] (пол. Urszula Doroszewska) (2008—2013);
- Анджей Чешковский[пол.] (пол. Andrzej Cieszkowski) (2013—2016);
- Мариуш Машкевич (пол. Mariusz Maszkiewicz) (2016—по настоящее время)[8].